# Maison cardinale de Bollène
La Maison cardinale est une maison de type roman, située à Bollène, au nord du département de Vaucluse.

## Situation
La Maison cardinale est située au cœur de la cité médiévale de Bollène, sur la pente nord-ouest de la colline du Puy, à proximité de la collégiale Saint-Martin de Bollène. 

## Histoire
La construction de l'édifice daterait du début du XIIIe siècle. Compte tenu des divers remaniements du bâtiment, il semble qu'il fut habité à trois périodes distinctes : Moyen Âge, Renaissance et Époque moderne.
Le bâtiment aurait servi initialement de tour de guet, pour les troupes du comte de Toulouse. En 1224, Raymond VII de Toulouse y aurait installé une garnison, durant son conflit avec le roi de France et le comte des Baux, prince d’Orange. En 1270, sa fille, Jeanne de Toulouse obtient la coseigneurie de Bollène en échange de sa protection du prieuré Saint-Martin voisin.
Durant la présence des Papes en Avignon, les cardinaux du Saint Siège auraient utilisé les lieux. Durant près de soixante ans, cinq cardinaux avignonnais se sont succédé à la tête du prieuré Saint-Martin, tout proche, logeant dans la maison cardinale. On compte notamment parmi eux Philippe d'Alençon, en 1375.
La maison est inscrite au titre des monuments historiques en 1947. Un arrêté de classement au titre des monuments historiques, abrogeant le précédent, est publié le 16 mars 2016.

## Description

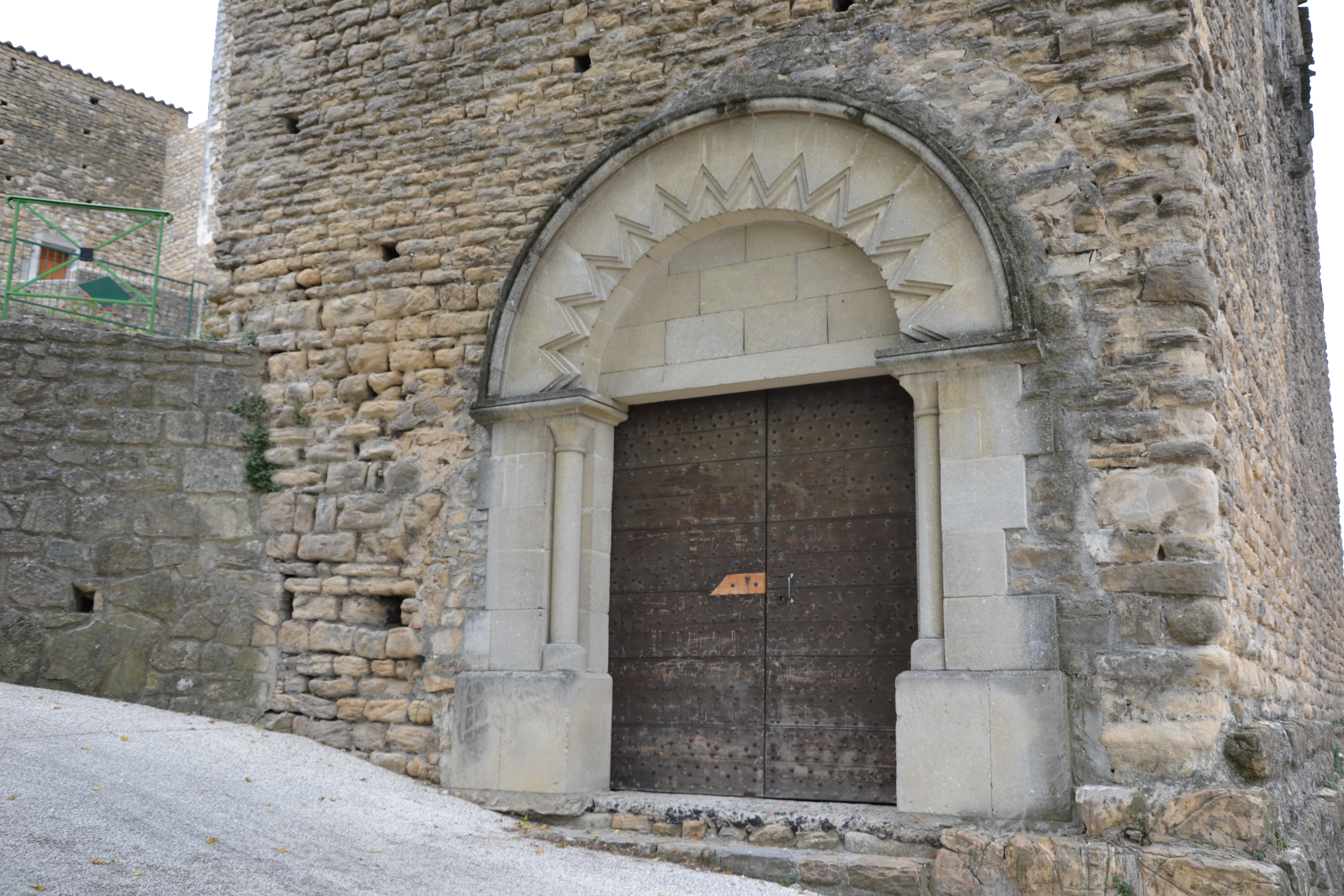
Portail occidental

Le plan primitif du bâtiment est assez simple. Il s'agit d'un édifice comportant initialement une salle au rez-de-chaussée, longue de 13,37 m et large de 4,20 m, surmontée d'une salle au premier étage, longue de 13,34 m et large de 4,60 m. Il est construit sur un banc rocheux, visible également de la rue. L'épaisseur des murs est variable, entre 1,25 m et 1,28 m au rez-de-chaussée, et de 1,05 m à 1,20 m au premier étage. Le toit est en lauzes.
L'entrée, en façade est du bâtiment, est composée d'un portail monumental. Le portail initial a été vendu, en 1929, par le propriétaire de l'époque, à un entrepreneur d'Aix-en-Provence. Le portail actuel comporte une colonne de part et d'autre de la porte, et surmonté d'un fronton en arc de cercle sculpté.
Deux fenêtres ont été ajoutées à la salle du premier étage, à l'époque de la Renaissance.

## Pour en savoir plus